# 斯丘奇克 (亞利桑那州)
斯丘奇格（英語：Schuchg）是位於美國亞利桑那州皮馬縣的一個非建制地區。該地的面積和人口皆未知。

## 地理
斯丘奇格的座標為32°07′16″N 111°40′59″W / 32.12111°N 111.68306°W，而該地的平均海拔高度為769米（即2523英尺）。